# Heinrich Ebersberg

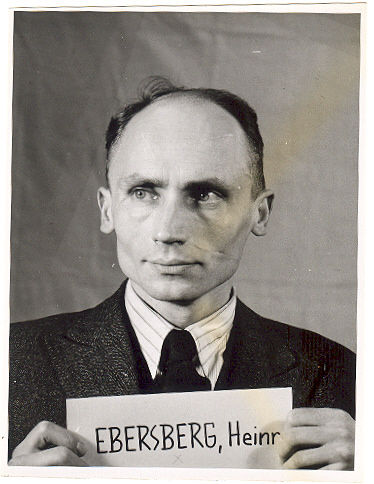
Heinrich Ebersberg als Zeuge bei den Nürnberger Prozessen

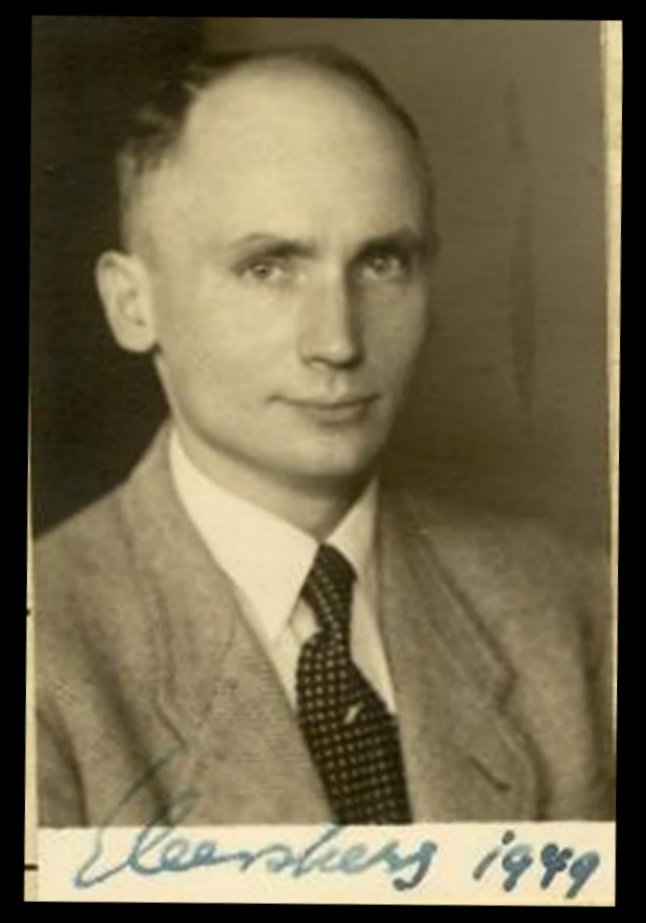
Ebersberg 1949

Karl Ernst Wilhelm Heinrich Ebersberg (* 30. Juli 1911 in Nordhausen am Harz; † 1976) war ein deutscher Jurist und hoher Ministerialbeamter im Deutschen Reich und anschließend in der Bundesrepublik. Während der Zeit des Nationalsozialismus war er persönlicher Referent des Reichsministers der Justiz, ab 1954 Ministerialrat im Bundesministerium der Justiz (BMJ).

## Leben

### Karriere bis 1945
Heinrich Ebersberg trat 1933 in die SA ein, am 29. Juni 1937 beantragte er die Aufnahme in die NSDAP und wurde rückwirkend zum 1. Mai desselben Jahres aufgenommen (Mitgliedsnummer 4.669.974). Im Oktober 1938 – mit 27 Jahren – begann Ebersberg für das Reichsministerium der Justiz (RMJ) zu arbeiten, im Jahr darauf wurde er zum Landgerichtsrat ernannt. Dort nahm er die Position „Erster Staatsanwalt im RJM“ ein und war zweiter persönlicher Referent des Reichsministers der Justiz Franz Schlegelberger sowie ab August 1942 zweiter persönlicher Referent dessen Nachfolgers Otto Thierack. Am 23./24. April 1941 nahm Ebersberg an der „Tagung der höchsten Juristen des Reiches“ in Berlin teil, bei der die Vernichtung „lebensunwerten Lebens“ mittels Gas erörtert wurde; unter anderem hielten dabei Viktor Brack und Werner Heyde Vorträge. Aus dem RMJ waren der Staatssekretär und kommissarische Minister Schlegelberger, Staatssekretär Roland Freisler, die Ministerialdirektoren Max Nadler und Schneller, Ministerialdirigent Werner Vogels, sowie die Ministerialräte Wilhelm von Ammon, Fritz Dörffler und Ebersberg anwesend. Mitte/Ende Februar 1943 wurde er zur Wehrmacht einberufen und kehrte im November 1943 wieder auf seinen Posten im Reichsjustizministerium zurück, während dieser Zeit war Heinrich Anz zweiter persönlicher Referent Thieracks. 1944 wurde Ebersberg zum SA-Sturmführer befördert. Im November desselben Jahres wurde er zum Oberlandesgerichtsrat in Braunschweig ernannt.

### Karriere nach 1945
1949 wurde Ebersberg zum Amtsgerichtsrat in Niedersachsen ernannt. Ab 1954 war er als Ministerialrat im Bundesministerium der Justiz (BMJ) tätig. Dort leitete er die Unterabteilung III B, die innerhalb der Abteilung III (Handels- und Wirtschaftsrecht) für Kartell- und Monopolrecht zuständig war.
Ebersberg war einer der wenigen Beamten im Justizministerium, bei dem die NS-Belastung berufliche Konsequenzen hatte. Mit Hinweis auf seine kontinuierliche Karriere in den Justizministerien vor und nach 1945 wurde Ebersberg zusammen mit 1.800 Wirtschaftsführern, Politikern und führenden Beamten der Bundesrepublik im erstmals 1965 veröffentlichten Braunbuch der DDR aufgelistet.
Als 1969 eine Beförderung anstand, wurden routinemäßig seine früheren Personalakten durchgesehen. Daraufhin wurde Ebersberg, der Unterabteilungsleiter war, zum Referatsleiter zurückgestuft und verblieb in dieser Position bis zu seiner Pensionierung. Eingeleitet wurden ein Ermittlungs- und ein Disziplinarverfahren, bei denen Ebersberg vorgehalten wurde, er sei früher mit der „Korrektur nicht genügender Justizurteile durch polizeiliche Sonderbehandlung“ befasst gewesen; vermeintlich nicht genügend bestrafte und nicht besserungsfähige Verurteilte wurden dabei der Gestapo übergeben. Ebersberg behauptete, nicht gewusst zu haben, dass die Überstellung zur „Sonderbehandlung“ den sicheren Tod bedeutete. Die Verfahren wurden eingestellt. Ebersberg war im Sommer 1968 als Teilnehmer der Konferenz 23./24. April 1941 zur Aktion T4 vernommen worden, doch war dieses nicht Gegenstand weiterer Verfahren gegen ihn.